# Никола Апостоловић
Никола Апостоловић (Београд, 15. децембар 1960) југословенско-српски је публициста и бивши спортиста.

## Биографија
Никола Апостоловић је започео своју каријеру као млади боксер, где је постао и Омладински шампион Социјалистичка Федеративна Република Југославија (СФРЈ) у тешкој категорији. Завршио је 14. Београдску гимназију у Београду. Добитнк је Октобарске награде града Београда за књижевност 1977. године.
Као члан боксерског клуба Раднички постаје омладински шампион СФРЈ у боксу, тешка категорија, 1979. Исте године је и победник у својој категорији на турниру Омладинска златна рукавица. Победник је турнира Олимпијске наде. Боксује за репрезентацију Србије и Југославије. На незваничном првенству света у Пољској осваја сребрну медаљу.

## Награде
- Октобарска награда СФРЈ 1977. године
- Првак СФРЈ 1978. године
- Златна рукавица 1978. године
- Победник Олимпијске наде 1978. године
- Победник турнира у Мађарској 1979. године